# IBMソーマーズ事業所

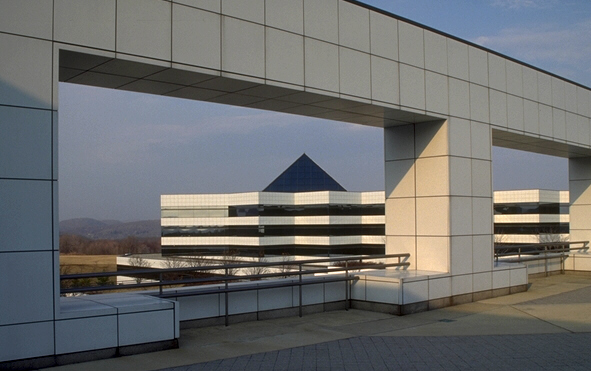
IBMソーマーズ事業所を広場から見る

IBMソーマーズ事業所（IBM Somers Office Complex）は米国ニューヨーク州ウェスチェスター郡ソーマーズ（Somers, New York）にあるIBM社の事業所で、I.M. Peiが設計したモダニズム建築風の事務所ビル群で、1980年代には付近の様々な施設に分散していたIBM社の主要グループおよび事業部の本部機構、客先用デモルームなどが集約されたのであるが、2016年にはIBMの手を離れている。

## レイアウト

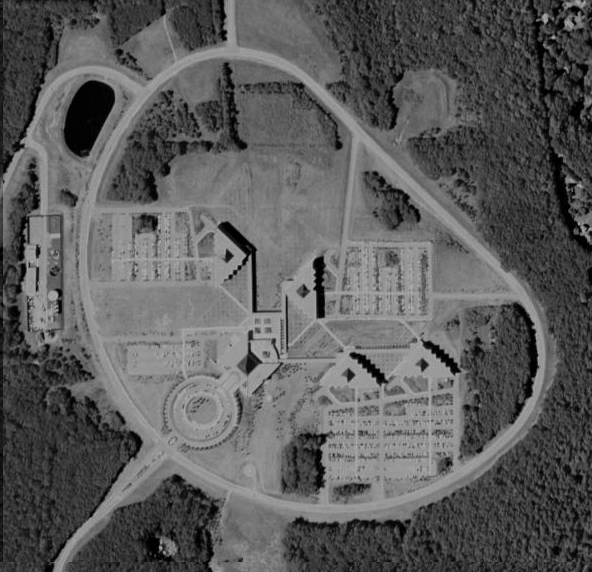
USGSから見たIBMソーマーズ事業所

上から見ると、ガラスのピラミッドのように見える三角形の屋根を頂いた4つのビルが丘の上のサービス・ビルにつながっている。土地は3.0平方キロメートルあり、オフィス・スペースは11万平米ある。持ち主はすべてIBMで、グローバル・サービス（営業）、ソフトウェア、システムズ＆テクノロジー・グループ（開発・製造）などの主要事業部およびグループの本部機構が入っていた。住所は、IBM Corporation, 294 Route 100, Somers, New York 10589。

## 歴史
ニューヨーク市の北郊外にあり、1983年に近くのペプシコーラ社の事業所の認可に続いて計画が始まり、1984年から1989年にかけて5,500万ドルの費用をかけて、3,000人を収容するスペースのビル群が完成し、それまでホワイト・プレインズ、ハリソン、パーチェス、マウントプレザントなどの貸しビルに散在していた組織（アーモンクにある本社機構を除いて）がほぼすべてここへ移転した。
近くのペプシコーラの施設の売却に続いて、2016年9月にIBMもこの事業所を売却して、当時徐々に少なくなっていた従業員は他へ移転した。2018年9月には、ここに全寮制学校を設立する計画が明らかになっている。

### 賞
1995年、IEEE建築賞をもらっている。

### Somers Songsters
2003年、社内ボランティアのSomers SongstersがIBM 100パーセントクラブの歌を、アメリカ民謡「線路は続くよどこまでも」に合わせて歌い、レコーディングしている。

## 交通
ホワイト・プレインズおよびハリソンをほぼ東西に通る州間高速道路287号線（Interstate 287）から北へ分かれる州間高速道路684号線（Interstate 684）がニューヨーク州道路22号線（NY 22）と交わる所のアーモンク（IBM本社機構がある）を過ぎて、さらに北へ22キロほどいったところの州間高速道路の西側にあった。

## 参照項目
- ウェスチェスター郡